# Gymnasium München-Trudering

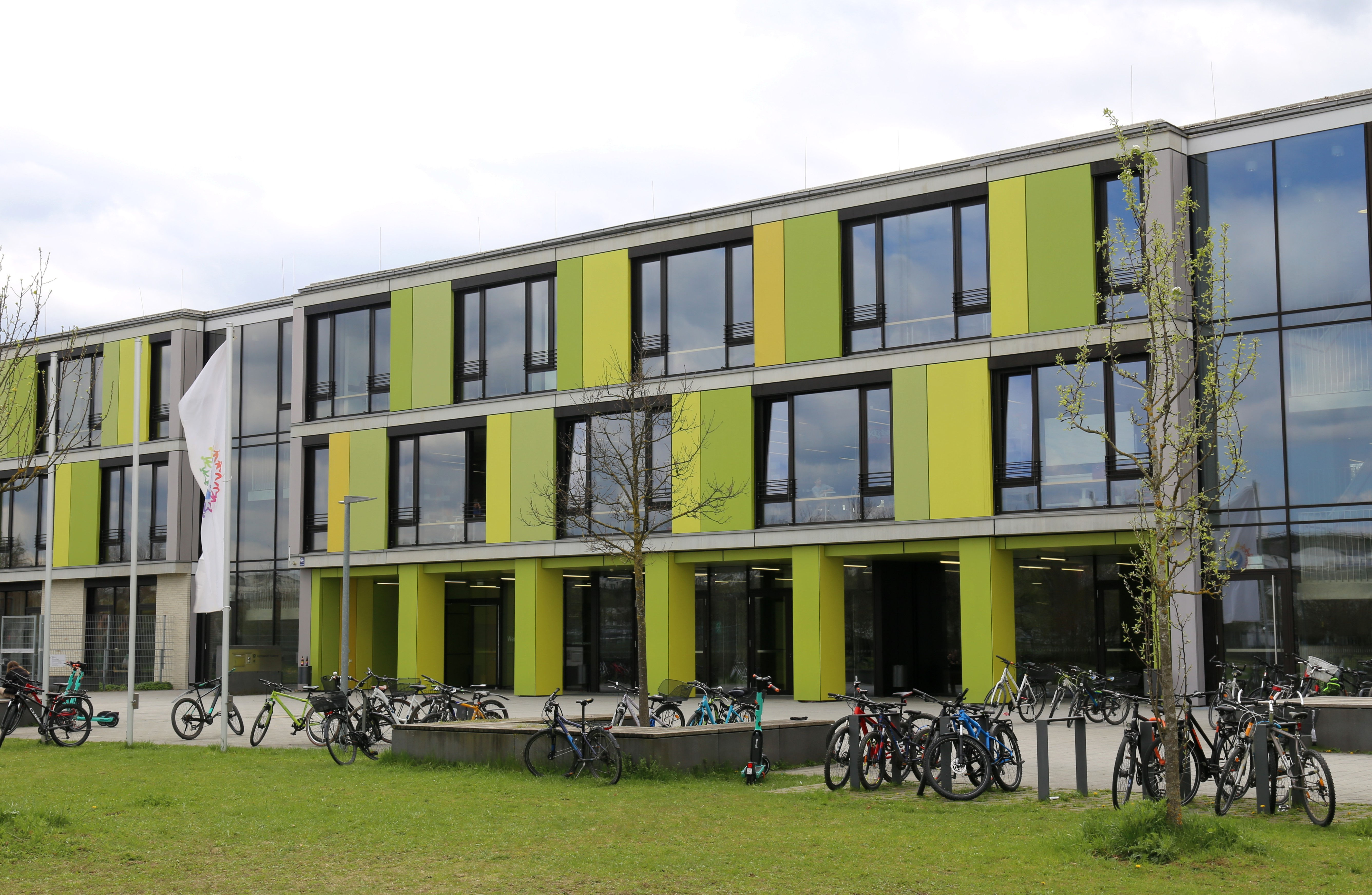
Gymnasium München-Trudering

Das Gymnasium München-Trudering (kurz: GT) ist ein naturwissenschaftlich-technologisches und sprachliches Gymnasium im Münchner Stadtteil Trudering, das im September 2013 eröffnet wurde. Es wurde als Musterschule konzipiert, die neben den Klassenräumen auch flexible Bereiche hat.

## Geschichte
Den ersten Schultag am 17. September 2013 begingen Schüler sowie Gründungsschulleiterin Susanne Asam und das Gründungskollegium feierlich. Die offizielle Einweihung fand am 9. Januar 2014 in Anwesenheit von Kultusminister Ludwig Spaenle und des scheidenden Oberbürgermeisters Christian Ude statt, der damit das erste Gymnasium in seiner einundzwanzigjährigen Amtszeit als OB eröffnete.
Die Schule hat Platz für rund 1000 Schüler. Im ersten Schuljahr (2013/14) wurde sie von rund 560 Schülern, die die fünfte bis achte Jahrgangsstufe umfassten, besucht. Im darauf folgenden Schuljahr wuchs die Schülerschaft auf rund 680 an.
Das Gründungskollegium umfasste 40 Lehrkräfte, im zweiten Schuljahr stieg die Zahl auf 50, im dritten auf 61.
Ende Juni 2016 führte ein Brand, der als Autobrand in der Tiefgarage ausgebrochen war, zu derart gravierenden Schäden an den Versorgungsleitungen, dass im Gymnasium der Schulbetrieb bis zum Schuljahrsende eingestellt werden musste; er fand in dieser Zeit provisorisch an drei anderen Schulstandorten statt.

## Sprachenfolge
Die Schule bietet sowohl die naturwissenschaftlich-technologische als auch sprachliche Ausbildungsrichtung an. Eine Besonderheit der Sprachenwahl besteht darin, dass vier Fremdsprachen zur Auswahl stehen: Latein, Englisch, Französisch und Spanisch. Von diesen vier Fremdsprachen können maximal drei gewählt werden und müssen mindestens zwei belegt werden. Englisch ist dabei verpflichtend erste Fremdsprache. Als zweite Fremdsprache kann nur Latein oder Französisch gewählt werden.

## Ausstattung
Das Gymnasium ist als vierzügige Schule geplant und gebaut worden. Als Besonderheit ist das Konzept der „Offenen Lernlandschaften“ nach Rainer Schweppe umgesetzt worden. Dabei sind im 2. Stock fünf sog. Lerninseln entstanden, die neben vier Klassenräumen und einem Teamraum den sog. Inselbereich umfassen. Im Inselbereich stehen weitere Arbeitsplätze bereit, die von den Schülern im selbst organisierten Lernen benutzt werden können, d. h., dass die Schüler die Klassenzimmer verlassen und sich in „ihrem“ Inselbereich frei bewegen können.